# Nikołaj Dudkin
Nikołaj Afanasjewicz Dudkin, cyr. Николай Афанасьевич Дудкин (ur. 5 lipca 1947 w Mińsku) – białoruski lekkoatleta specjalizujący się w trójskoku; reprezentował Związek Radziecki.
W 1968 roku startował na Igrzyskach Olimpijskich, gdzie z wynikiem 17,09 zajął 7. miejsce. Wicemistrz uniwersjady (1970). Dwa razy wygrywał europejskie igrzyska halowe (w 1968 oraz 1969). Rekord życiowy: 17,01 (1970).